# Chromosome 7 humain
Le chromosome 7 est un des 23 chromosomes humains. C'est l'un des 22 autosomes.

## Caractéristiques du chromosome 7
- Nombre de paires de base : 158 628 139
- Nombre de gènes : 1 116
- Nombre de gènes connus : 916
- Nombre de pseudo gènes : 454
- Nombre de variations des nucléotides (S.N.P ou single nucleotide polymorphisme) : 489 908

## Anomalies chromosomiques décrites au niveau du chromosome 7
- Syndrome de Silver-Russel
- Mucoviscidose (gène CFTR)
- Syndrome de Williams - Beuren
- Syndrome MIRAGE

## Gènes localisés sur le chromosome 7
- PIP, localisé en 7q32-36
- RELN (Reelin)
- PSMD11

## Maladies localisées sur le chromosome 7
- La nomenclature utilisée pour localiser un gène est décrite dans l'article de celui-ci
- Les maladies en rapport avec des anomalies génétiques localisées sur le chromosome 7 sont :

| Maladies localisées sur le chromosome 7     | Maladies localisées sur le chromosome 7 | Maladies localisées sur le chromosome 7 | Maladies localisées sur le chromosome 7 | Maladies localisées sur le chromosome 7 | Maladies localisées sur le chromosome 7                                                                       |
| ------------------------------------------- | --------------------------------------- | --------------------------------------- | --------------------------------------- | --------------------------------------- | --- |
| Pathologie                                  | Transmission                            | O.M.I.M                                 | Locus                                   | Gène                                    | Protéine codée par le gène                                                                                    |
| Bras long                                   |                                         |                                         |                                         |                                         | |
| Holoproencéphalie                           |                                         |                                         |                                         |                                         | |
|                                             |                                         |                                         | Q36                                     |                                         | |
| Syndrome de Romano-Ward                     | dominante                               |                                         |                                         |                                         | |
|                                             |                                         |                                         | Q35                                     |                                         | |
|                                             |                                         |                                         | Q33                                     |                                         | |
|                                             |                                         |                                         | Q32                                     |                                         | |
|                                             |                                         |                                         |                                         |                                         | |
| Mucoviscidose                               | récessive                               |                                         | Q31.2                                   |                                         | C.F.T.R. (cystic fibrosys transmembrane conductance régulator)                                                |
| Maladie du sirop d'érable                   | récessive                               |                                         |                                         |                                         | |
| Syndrome de Pendred                         | récessive                               |                                         | Q31                                     |                                         | |
| Microlissencéphalie                         | récessive                               |                                         |                                         |                                         | |
|                                             |                                         |                                         | Q22                                     |                                         | |
| Dystonie myoclonique                        | dominante                               |                                         |                                         |                                         | |
| Hyperthermie maligne                        | dominante                               |                                         |                                         |                                         | |
|                                             |                                         |                                         | Q21                                     |                                         | |
| Syndrome de Williams                        |                                         |                                         | Q11.23                                  |                                         | |
|                                             |                                         |                                         | Q11                                     |                                         | |
|                                             |                                         |                                         | Q11                                     |                                         | |
| Dystrophie musculaire des ceintures Type 1D |                                         |                                         |                                         |                                         | |
| Maladie de Charcot-Marie-Tooth type 2       |                                         |                                         |                                         |                                         | |
| Bras court                                  |                                         |                                         |                                         |                                         | |
|                                             |                                         |                                         | P11                                     |                                         | |
| Syndrome de Silver-Russel                   |                                         |                                         | P11.2                                   |                                         | |
| Cancer du poumon                            |                                         |                                         | P12                                     | E.G.F                                   | E.G.F.R. (Epidermal Growth Factor Receptor)                                                                   |
|                                             |                                         |                                         | P13                                     |                                         | |
| Syndrome de Greig                           |                                         |                                         |                                         |                                         | |
| Syndrome de Pallister-Hall                  |                                         |                                         |                                         |                                         | |
|                                             |                                         |                                         | P14                                     |                                         | |
| Syndrome main pied utérus                   | Dominante                               | 140000                                  | p14.2-p15                               | HOXA13                                  | |
|                                             |                                         |                                         | p15                                     |                                         | |
| Maladie de Charcot-Marie-Tooth type 2       |                                         |                                         |                                         |                                         | |
| Surdité d'origine génétique                 |                                         |                                         |                                         |                                         | |
|                                             |                                         |                                         | P21                                     |                                         | |
| Syndrome MIRAGE                             | Dominante                               | 610456                                  | 7q21.2                                  | SAMD9                                   | Myélodysplasie, Infections sévères, Retard de croissance, Adrenal Hypoplasia, anomalie Génitale, Entéropathie |
| Syndrome de Saethre-Chotzen                 |                                         |                                         |                                         |                                         | |
|                                             |                                         |                                         | P22                                     |                                         | |

## Sources
- (en) Ensemble Genome Browser
- (en) Online Mendelian Inheritance in Man, OMIM (TM). Johns Hopkins University, Baltimore, MD.